# Rothera Point
Rothera Point är en udde i Västantarktis. Den ligger på Adelaide Island på västsidan av Antarktiska halvön. 
Argentina, Chile och Storbritannien gör anspråk på området.
Terrängen inåt land är kuperad åt nordväst. Havet är nära Rothera Point åt sydost.
På Rothera Point ligger den brittiska Rothera Research Station.